# 極超音速
極超音速（ごくちょうおんそく、きょくちょうおんそく　hypersonic）は、超音速の分類の一つで、音速の5倍以上（マッハ数5以上）の速度を意味する。
宇宙機や弾道ミサイルの大気圏再突入の際には、大気圏内にて、この速度に達する。機体の表面は、空力加熱で非常に高温になり、周辺の空気の分子は解離によりイオン化する。衝撃波角も小さくなり、発生する熱により極超音速流にも影響が生じるなど、超音速とは異なる挙動が発生する。